# Pedicularis hoffmeisteri
Pedicularis hoffmeisteri är en snyltrotsväxtart som beskrevs av Johann Friedrich Klotzsch. Pedicularis hoffmeisteri ingår i släktet spiror, och familjen snyltrotsväxter. Inga underarter finns listade i Catalogue of Life.